# 1150年代
| 千纪： | 2千纪                                                                                            |
| 世纪： | 11世纪 \| 12世纪 \| 13世纪                                                                       |
| 年代： | 1120年代 \| 1130年代 \| 1140年代 \| 1150年代 \| 1160年代 \| 1170年代 \| 1180年代                 |
| 年份： | 1150年 \| 1151年 \| 1152年 \| 1153年 \| 1154年 \| 1155年 \| 1156年 \| 1157年 \| 1158年 \| 1159年 |

## 大事记
- 1153年，金朝自上京（今黑龍江省哈尔滨市阿城区）遷都燕京（今北京市），改燕京析津府為中都大興府。
- 瑞典国王埃里克九世进攻芬兰。
- 1156年，日本保元之亂
- 1159年，日本平治之亂

## 出生
- 1150年，居伊，賽普勒斯王國國王。
- 1152年，韓侂冑，南宋宰相。
- 1152年，高麗康宗，高麗國第22代國王。
- 1159年，源義經，日本平安時代末期的武士。

## 逝世
- 1155年，秦檜，南宋左僕射中書門下平章事